# Qikou (köpinghuvudort i Kina, Liaoning Sheng, lat 40,85, long 122,42)
Qikou är en köpinghuvudort i Kina. Den ligger i provinsen Liaoning, i den nordöstra delen av landet, omkring 130 kilometer sydväst om provinshuvudstaden Shenyang. Antalet invånare är 48 857. Befolkningen består av 23 612 kvinnor och 25 245 män. Barn under 15 år utgör 14,0 %, vuxna 15-64 år 76 %, och äldre över 65 år 8,0 %.
Runt Qikou är det tätbefolkat, med 493 invånare per kvadratkilometer. Närmaste större samhälle är Xiliu, 16,9 km öster om Qikou. Trakten runt Qikou består till största delen av jordbruksmark.
Genomsnittlig årsnederbörd är 870 millimeter. Den regnigaste månaden är juli, med i genomsnitt 212 mm nederbörd, och den torraste är januari, med 8 mm nederbörd.